# Кузнецов, Сергей Николаевич (генерал-майор, 1904)
Сергей Николаевич Кузнецов (2 апреля 1904, Марково, Ярославская губерния — 21 марта 1989, Ярославль) — советский военачальник, гвардии генерал-майор (31.03.1943).

## Биография
Родился 2 апреля 1904 года в деревне Марково Якимковской волости Угличского уезда. Русский.
В ноябре 1926 года был призван в РККА и зачислен в 18-й стрелковый полк 6-й стрелковой дивизии МВО. В ноябре 1927 года окончил полковую школу, после чего проходил службу в том же полку командиром отделения, помощником командира взвода, старшиной школы младшего комсостава, командиром стрелкового взвода и взвода полковой школы, командиром пулеметной роты, командиром и политруком стрелковой роты, командиром батальона, помощником командира полка. Член ВКП(б) с 1932 года.
1 сентября 1936 года «за успехи в боевой и политической подготовке» был награждён орденом «Знак Почёта».
С ноября 1937 года по сентябрь 1938 года находился на учёбе на курсах «Выстрел», после окончания которых оставлен на них преподавателем огневой подготовки.
С января 1939 года командовал 63-м горнострелковым полком 63-й горнострелковой дивизии ЗакВО в городе Телави.

### Великая Отечественная война
В начале войны в той же должности. С 25 августа 1941 года полк в составе 63-й горнострелковой дивизии 45-й армии участвовал в походе в Иран. В октябре 1941 года подполковник Кузнецов был назначен командиром 61-й стрелковой дивизии. Формировал её в городе Ереван, затем передислоцировал в город Ленинакан. Дивизия выполняла задачи по обороне государственной границы СССР в Закавказье, готовила маршевые пополнения для действующей армии. В декабре 1941 года она подготовила и отправила на фронт маршевую роту в количестве 1000 человек. В августе 1942 года дивизия вошла в 46-ю армию Закавказского фронта и участвовала в битве за Кавказ. В сентябре — октябре её части обороняли Пеленковские и Бзыбские позиции, перекрывали перевалы Главного Кавказского хребта и тропы, ведущие к побережью Чёрного моря. В ноябре — декабре дивизия участвовала в строительстве дороги через горный хребет из Алексеевки на Майкоп, затем строила дорогу через Шабановский перевал. В январе 1943 года она была передана в 56-ю армию Черноморской группы войск Закавказского фронта и передислоцирована в район западнее Краснодара, с 6 февраля 1943 года — действовала в составе Северо-Кавказского фронта. В составе этой армии принимала участие в Северо-Кавказской и Краснодарской наступательных операциях, совместно с другими частями освобождала Гудаутский и Санчарский перевалы, ликвидировала угрозу разделения Черноморской группы войск в районе Сухуми, освобождала города и села Кубани. За боевые успехи в боях на перевалах Главного Кавказского хребта и на Кубани она была награждена орденом Красного Знамени. В конце августа 1943 года дивизия была передана Южному фронту. С 14 сентября дивизия вошла в подчинение 44-й армии и участвовала в Мелитопольской наступательной операции, в прорыве оборонительных рубежей противника на реке Молочная и освобождении Левобережной Украины. В начале ноября 1943 года она совершила марш в район Каховки, где в составе 28-й армии 4-го Украинского фронта участвовала в Никопольско-Криворожской наступательной операции, в ликвидации никопольского плацдарма противника. За успешное выполнение заданий командования в этих боях ей было присвоено почетное наименование «Никопольская». Выйдя на восточный берег Днепра, дивизия с ходу форсировала реку и значительно расширила захваченный плацдарм.
С 18 февраля 1944 года генерал-майор Кузнецов командовал 96-й гвардейской стрелковой дивизией. В составе 5-й ударной армии 4-го Украинского фронта в феврале — марте участвовал с ней в Никопольско-Криворожской, Березнеговато-Снигирёвской и Одесской наступательных операциях, в освобождении города Николаев. В мае 1944 года дивизия была передислоцирована на 1-й Белорусский фронт и в составе 28-й армии участвовала в Бобруйской, Минской и Люблин-Брестской наступательных операциях, в освобождении городов Слуцк и Пружаны. За образцовое выполнение заданий командования в этих операциях дивизия была награждена орденами Ленина и Красного Знамени. 31 июля 1944 года её части вышли к реке Западный Буг, форсировали её и начали бои по освобождению Польши. В октябре месяце дивизия в составе 28-й армии была передислоцирована на 3-й Белорусский фронт, где приняла участие в Гумбиненской и Инстербургско-Кёнигсбергской наступательных операциях, в разгроме противника на территории Восточной Пруссии, в овладении городами Шталлупенен (Нестеров), Прейсиш-Эйлау (Багратионовск). Затем её части участвовали в ликвидации группировки немецко-фашистских войск юго-западнее Кёнигсберга и к 28 марта 1945 года вышли на берег залива Фришес-Хафф. За участие в разгроме противника юго-западнее Кёнигсберга дивизия была награждена орденом Суворова 2-й степени. В апреле 1945 года она в составе 28-й армии была передислоцирована на 1-й Украинский фронт, где приняла участие в разгроме войск противника, окруженных юго-восточнее Берлина. В мае 1945 года дивизия пересекла границу Чехословакии и приняла участие в Пражской наступательной операции.
За время войны комдив Кузнецов был девять раз упомянут в благодарственных в приказах Верховного Главнокомандующего.

### Послевоенное время
После войны продолжал командовать 96-й гвардейской стрелковой дивизией в ЦГВ (с августа 1945 года — в составе Барановичского ВО). С марта 1947 по март 1948 года находился на учёбе на ВАК при Высшей военной академии им. К. Е. Ворошилова, после их окончания был назначен командиром 20-й пулеметно-артиллерийской дивизии ДВО на острове Уруп. С ноября 1952 года командовал 18-й отдельной стрелковой бригадой в Донском ВО, с октября 1953 года — 68-й механизированной дивизией СКВО. С апреля 1955 года проходил службу в ТуркВО в должности заместителя командира 119-го стрелкового корпуса, с января 1957 года командовал 17-м стрелковым корпусом. В январе 1959 года уволен в запас.
Умер 21 марта 1989 года.

## Награды
- орден Ленина (19.11.1951[5])
- четыре ордена Красного Знамени (16.04.1943[6], 28.11.1944[3], 05.11.1946[5], 30.12.1956[5]);
- орден Суворова II степени (04.07.1944[7]);
- два ордена Кутузова II степени (19.03.1944[8], 19.04.1945[9]);
- орден Богдана Хмельницкого II степени (25.05.1945[8], 19.04.1945[10]);
- два ордена Отечественной войны I степени (20.03.1944[7], 06.04.1985[11]);
- два ордена Красной Звезды (13.12.1942[12], 03.11.1944[5]);
- орден «Знак Почёта» (01.09.1936[3])
- медали в том числе:
  - «За оборону Кавказа» (15.10.1944[13]);
  - «За Победу над Германией в Великой Отечественной войне 1941—1945 гг.» (1945);
  - «За взятие Кёнигсберга» (1945);
  - «За взятие Берлина» (1945);
  - «За освобождение Праги» (1945);
  - «Ветеран Вооружённых Сил СССР» (1976)
- знак «50 лет пребывания в КПСС»

Приказы (благодарности) Верховного Главнокомандующего в которых отмечен С. Н. Кузнецов.
- За форсирование реки Друть севернее города Рогачев, прорыв сильной, глубоко эшелонированную обороны противника на фронте протяжением 30 километров и захват более 100 населенных пунктов, среди которых Ректа, Озеране, Веричев, Заполье, Заболотье, Кнышевичи, Моисеевка, Мушичи, а также блокирование железной дороги Бобруйск — Лунинец в районе ст. Мошна, Черные Броды. 25 июня 1944 года. № 118.
- За овладение областным центром Белоруссии городом Барановичи — важным железнодорожным узлом и мощным укрепленным районом обороны немцев, прикрывающим направления на Белосток и Брест. 8 июля 1944 года. № 132.
- За форсирование реки Шара на участке протяжением и овладение городом Слоним — крупным узлом коммуникаций и мощным опорным пунктом обороны немцев на реке Шара, а также городом Лунинец — важным железнодорожным узлом Полесья. 10 июля 1944 года № 134.
- За овладение укрепленными городами Пилькаллен, Рагнит и сильными опорными пунктами обороны немцев Шилленен, Лазденен, Куссен, Науйенингкен, Ленгветен, Краупишкен, Бракупенен, а также захват с боями более 600 других населенных пунктов. 19 января 1945 года. № 231.
- За овладение в Восточной Пруссии городом Гумбиннен — важным узлом коммуникаций и сильным опорным пунктом обороны немцев на кенигсбергском направлении. 21 января 1945 года. № 238.
- За овладение штурмом в Восточной Пруссии городом Инстербург — важным узлом коммуникаций и мощным укрепленным районом обороны немцев на путях к Кенигсбергу. 22 января 1945 года. № 240.
- За овладение городом Прейс-Эйлау — важным узлом коммуникаций и сильным опорным пунктом обороны немцев в Восточной Пруссии. 10 февраля 1945 года. № 272.
- За завершение ликвидации окруженной восточно-прусской группы немецких войск юго-западнее Кенигсберга. 29 марта 1945 года. № 317.
- За завершение ликвидации группы немецких войск, окруженной юго-восточнее Берлина. 2 мая 1945 года. № 357.